# Aminata Diallo
Aminata Diallo (* 3. April 1995 in Grenoble) ist eine französische Fußballspielerin.

## Vereinskarriere
Aminata Diallo schloss sich als Elfjährige der Fußballabteilung der AJAT Grenoble in Villeneuve, einer Trabantenstadt ihres Geburtsortes, an. Drei Jahre später fand sie im Nachwuchsleistungszentrum von Olympique Lyon Aufnahme, wo sie als B-Jugendliche auch bereits sporadisch in der U-19-Mannschaft des Vereins eingesetzt wurde. Dennoch wechselte sie Anfang 2011 zum Zweitligisten Claix FF, für den sie in zwei Spielzeiten 42 Punktspiele mit der ersten Frauenelf absolvierte. In dieser Zeit wurde sie auch in der französischen A-Jugendauswahl berücksichtigt (siehe weiter unten). Gerade volljährig geworden, verließ sie 2013 ihre Herkunftsregion und schloss sich dem nordfranzösischen Erstdivisionär Arras FCF an, den sie – obwohl auch dort Stammspielerin – nach nur einer Saison wieder verließ. Es schlossen sich ab 2014 zwei Jahre beim Ligakonkurrenten EA Guingamp an. Auch in der Bretagne bestritt die vorwiegend defensiv ausgerichtete Mittelfeldspielerin nahezu sämtliche Pflichtspiele und zählte dabei fast ausnahmslos zur ersten Elf. Allerdings stellte Guingamp wie zuvor schon Arras in Meisterschaft und Landespokal lediglich nationales Mittelmaß dar; Titel waren dort nicht zu gewinnen. Deshalb wechselte Aminata Diallo 2016 zum Hauptstadtklub Paris Saint-Germain FC. Trotz größerer, auch internationaler Konkurrenz bei PSG berücksichtigte Trainer Patrice Lair sie in ihrer ersten dortigen Spielzeit bei den meisten Pflichtbegegnungen, insbesondere auch im Europapokalwettbewerb. Darin vertrat sie bis einschließlich des dann im Elfmeterschießen verlorenen Endspiels gegen Olympique Lyon in sämtlichen neun Partien die Pariser Farben. Knapp zwei Wochen vor diesem Finale hatte sie auch bereits im Endspiel um die Coupe de France gestanden, in dem PSG – auch gegen Lyon und gleichfalls nach Strafstoßschießen – den Titelgewinn verpasst hatte; dabei hatte Diallo ihren Elfmeter verwandelt. 2018 hingegen gewann sie mit PSG den Landespokal.
Ihr Verein Paris Saint-Germain hat Diallo im Jahr 2020 für die NWSL-Saison 2020 an den Utah Royals FC und Anfang 2021 für den Rest der Saison an Atlético Madrid ausgeliehen. Seit der Saison 2021/22 läuft Diallo wieder für ihren Stammverein auf. Ihr Vertrag bei Paris Saint-Germain läuft noch bis Juni 2022. Im November 2021 wurde Diallo kurzzeitig von der französischen Polizei inhaftiert. Sie stand unter Verdacht, einen gewalttätigen Angriff gegen ihre Teamkollegin Kheira Hamraoui in Auftrag gegeben zu haben. Nach einem Tag wurde sie wieder freigelassen. Im September 2022 wurde die mittlerweile vereinslose Diallo – PSG verlängerte ihren Vertrag nicht – wegen des Angriffs erneut verhaftet. Nachdem die Justizbehörden im Dezember 2022 die Auflage, das Land nicht zu verlassen, aufgehoben hatten, schloss Diallo, die von französischen Klubs kein Angebot erhalten hatte, Anfang 2023 einen Vertrag mit UD Levante, zunächst für sechs Monate mit einjähriger Verlängerungsoption, die der Verein aber nicht zog.

### Stationen
- Association Jeunesse et Athlétique Villeneuve Grenoble (2006–2009)
- Olympique Lyon (2009–Dezember 2010)
- Claix FF (Januar 2011–2013)
- Arras FCF (2013/14)
- En Avant Guingamp (2014–2016)
- Paris Saint-Germain FC (2016–2020)
- Utah Royals FC (2020)
- Atlético Madrid (Januar–Juni 2021)
- Paris Saint-Germain FC (2021/22)
- UD Levante (Januar–Juni 2023)

## Nationalspielerin
Zwischen 2012 und 2014 hat Aminata Diallo 21-mal für die französische A-Jugendauswahl (U-18/U-19) gespielt und in diesem Kreis zwei Tore erzielt. Mit den Französinnen gewann sie bei der U-19-Europameisterschaft 2013 den Titel; bei diesem Erfolg in Wales brachte sie es auf vier Einsätze und einen entscheidenden Treffer, nämlich das 2:0 in der Verlängerung des Endspiels gegen die englischen Altersgenossinnen.
Auch mit den U-20-Juniorinnen, für die sie insgesamt sieben Einsätze zu verzeichnen hat, nahm sie an einem großen Turnier teil – der U-20-Weltmeisterschaft 2014 in Kanada. Dort bestritt sie fünf Spiele, und im Spiel um den dritten Platz gegen Nordkorea gelang der Defensivkraft mit der Sechs auf dem Rücken wiederum ein wichtiges Tor, und zwar zur zwischenzeitlichen 2:1-Führung (Endstand: 3:2).
Im Jahr darauf gewann Diallo, die in dieser Zeit ein Fern-Diplomstudium am Centre national d’enseignement à distance (CNED) absolvierte, mit der französischen Studentinnenauswahl die Goldmedaille bei der Sommer-Universiade 2015 im südkoreanischen Gwangju. Bei diesem Turnier bestritt sie alle sechs Begegnungen der Französinnen, blieb diesmal aber ohne Torerfolg. 
Seit März 2015 hat sie zudem 13 B-Länderspiele (ein Treffer) bestritten, unter anderem beim Istrien-Cup 2017. A-Nationaltrainer Olivier Echouafni berief Diallo dann in das französische Europameisterschaftsaufgebot 2017, allerdings nur als eine von fünf Reservistinnen. Zu ihrem Debüt in der A-Nationalelf kam sie aber erst unter Echouafnis Nachfolgerin Corinne Diacre, die sie seit Oktober 2017 in fünf aufeinanderfolgenden Freundschaftsspielen einsetzte, dreimal davon in der Startelf. Es folgten dreieinhalb Jahre der Nichtberücksichtigung, ehe Diacre sie im Oktober 2021 wieder in ein Aufgebot aufnahm.
Bisher hat Aminata Diallo in ihren sieben A-Länderspielen einen Treffer für die Bleues zu Buche stehen. (Stand: 6. April 2018)

## Palmarès
- Französische Pokalsiegerin 2018 (und Finalistin 2017)
- Champions-League-Finalistin 2017
- U-19-Europameisterin 2013
- U-20-Weltmeisterschafts-Dritte 2014
- Goldmedaillengewinnerin bei der Sommer-Universiade 2015